# مگس‌عقرب برفی
مگس‌عقربان برفی (نام علمی: Boreidae) نام یک تیره از راسته منقارسران است.